# Horace (krater)
Horace är en nedslagskrater på planeten Merkurius. Horace är ungefär 56 kilometer i diameter.
1976 namngavs den efter poeten Horatius.